# 加梅薩拉村
加梅薩拉村（波斯語：گرماي سرا），是伊朗吉兰省阿姆拉什县兰库区沙布庫斯拉特鄉的一个村。2006年人口普查顯示該村人口为332人，分佈在82个家庭中。